# 62e cérémonie des Golden Globes
La 62e cérémonie des Golden Globes, récompensant les films et séries diffusés en 2004 et les professionnels s'étant distingués cette année-là, a eu lieu le 16 janvier 2005 au Beverly Hilton Hotel de Beverly Hills.

## Palmarès
Les lauréats sont indiqués ci-dessous en premier de chaque catégorie et en caractères gras.

### Cinéma

#### Meilleur film dramatique
- Aviator (The Aviator)
  - Closer, entre adultes consentants (Closer)
  - Neverland (Finding Neverland)
  - Hotel Rwanda
  - Dr Kinsey (Kinsey)
  - Million Dollar Baby

#### Meilleur film musical ou comédie
- Sideways
  - Eternal Sunshine of the Spotless Mind
  - Les Indestructibles (The Incredibles)
  - Le Fantôme de l'Opéra (The Phantom of the Opera)
  - Ray

#### Meilleur réalisateur
- Clint Eastwood pour Million Dollar Baby
  - Marc Forster pour Neverland (Finding Neverland)
  - Mike Nichols pour Closer, entre adultes consentants (Closer)
  - Alexander Payne pour Sideways
  - Martin Scorsese pour Aviator (The Aviator)

#### Meilleur acteur dans un film dramatique
- Leonardo DiCaprio pour le rôle de Howard Hughes dans Aviator (The Aviator)
  - Javier Bardem pour le rôle de Ramón Sampedro dans Mar adentro
  - Don Cheadle pour le rôle de Paul Rusesabagina dans Hotel Rwanda
  - Johnny Depp pour le rôle de J. M. Barrie dans Neverland (Finding Neverland)
  - Liam Neeson pour le rôle d'Alfred Kinsey dans Dr Kinsey (Kinsey)

#### Meilleure actrice dans un film dramatique
- Hilary Swank pour le rôle de Maggie Fitzgerald dans Million Dollar Baby
  - Scarlett Johansson pour le rôle de Pursy Kim dans Love Song (A Love Song for Bobby Long)
  - Nicole Kidman pour le rôle de Anna dans Birth
  - Imelda Staunton pour le rôle de Vera dans Vera Drake
  - Uma Thurman pour le rôle de Beatrix Kiddo dans Kill Bill

#### Meilleur acteur dans un film musical ou une comédie
- Jamie Foxx pour le rôle de Ray Charles dans Ray
  - Jim Carrey pour le rôle de Joel Barish dans Eternal Sunshine of the Spotless Mind
  - Paul Giamatti pour le rôle de Miles Raymond dans Sideways
  - Kevin Kline pour le rôle de Cole Porter dans De-Lovely
  - Kevin Spacey pour le rôle de Bobby Darin dans Beyond the Sea

#### Meilleure actrice dans un film musical ou une comédie
- Annette Bening pour le rôle de Julia Lambert dans Adorable Julia (Being Julia)
  - Ashley Judd pour le rôle de Linda Lee Thomas/Porter dans De-Lovely
  - Emmy Rossum pour le rôle de Christine Daaé dans Le Fantôme de l'Opéra (The Phantom of the Opera)
  - Kate Winslet pour le rôle de Clementine Kruczynski dans Eternal Sunshine of the Spotless Mind
  - Renée Zellweger pour le rôle de Bridget Jones dans Bridget Jones : L'Âge de raison (The Edge of Reason)

#### Meilleur acteur dans un second rôle
- Clive Owen pour le rôle de Larry dans Closer, entre adultes consentants (Closer)
  - David Carradine pour le rôle de Bill dans Kill Bill
  - Thomas Haden Church pour le rôle de Jack Lopate dans Sideways
  - Jamie Foxx pour le rôle de Max dans Collateral
  - Morgan Freeman pour le rôle d'Eddie "Scrap-Iron" Dupris dans Million Dollar Baby

#### Meilleure actrice dans un second rôle
- Natalie Portman pour le rôle d'Alice dans Closer, entre adultes consentants (Closer)
  - Cate Blanchett pour le rôle de Katharine Hepburn dans Aviator (The Aviator)
  - Laura Linney pour le rôle de Clara Bracken McMillen dans Dr Kinsey (Kinsey)
  - Virginia Madsen pour le rôle de Maya Randall dans Sideways
  - Meryl Streep pour le rôle d'Eleanor Shaw dans Un crime dans la tête (The Manchurian Candidate)

#### Meilleur scénario
- Sideways – Alexander Payne et Jim Taylor
  - Aviator (The Aviator) - John Logan
  - Closer, entre adultes consentants (Closer) - Patrick Marber
  - Eternal Sunshine of the Spotless Mind – Charlie Kaufman
  - Neverland (Finding Neverland) - David Magee

#### Meilleure chanson originale
- "Old Habits Die Hard" interprétée par Mick Jagger et David A. Stewart – Irrésistible Alfie (Alfie)
  - "Accidentally in Love" interprétée par Counting Crows – Shrek 2
  - "Believe" interprétée par Josh Groban – Le Pôle express (The Polar Express)
  - "Learn to Be Lonely" interprétée par Minnie Driver – Le Fantôme de l'Opéra (The Phantom of the Opera)
  - "Million Voices" interprétée par Wyclef Jean – Hotel Rwanda

#### Meilleure musique de film
- Aviator (The Aviator) - Howard Shore
  - Neverland (Finding Neverland) - Jan A. P. Kaczmarek
  - Million Dollar Baby – Clint Eastwood
  - Sideways – Rolfe Kent
  - Spanglish – Hans Zimmer

#### Meilleur film étranger
- Mar adentro •  Espagne
  - Les Choristes •  France
  - Le secret des poignards volants (十面埋伏) •  Chine
  - Carnets de voyage (Diarios de motocicleta) •  Brésil
  - Un long dimanche de fiançailles •  France

### Télévision
Note : le symbole « ♕ » rappelle le gagnant de l'année précédente (si nomination).

#### Meilleure série dramatique
- Nip/Tuck
  - 24 heures chrono ♕
  - Deadwood
  - Lost : Les Disparus (Lost)
  - Les Soprano (The Sopranos)

#### Meilleure série musicale ou comique
- Desperate Housewives
  - Arrested Development
  - Entourage
  - Sex and the City
  - Will et Grace (Will and Grace)

#### Meilleure mini-série ou meilleur téléfilm
- Moi, Peter Sellers (The Life and Death of Peter Sellers)
  - American Family : Journey of Dreams
  - Volonté de fer (Iron Jawed Angels)
  - Le Lion en hiver (The Lion in Winter)
  - La création de Dieu (Something the Lord Made)

#### Meilleur acteur dans une série dramatique
- Ian McShane pour le rôle d'Al Swearengen dans Deadwood
  - Michael Chiklis pour le rôle de Victor « Vic » Mackey dans The Shield
  - Denis Leary pour le rôle de Tommy Gavin dans Rescue Me : Les Héros du 11 septembre (Rescue Me)
  - Julian McMahon pour le rôle de Christian Troy dans Nip/Tuck
  - James Spader pour le rôle de Alan Shore dans Boston Justice (Boston Legal)

#### Meilleure actrice dans une série dramatique
- Mariska Hargitay pour le rôle d'Olivia Benson dans New York, unité spéciale (Law and Order: Special Victims Unit)
  - Edie Falco pour le rôle de Carmela Soprano dans Les Soprano (The Sopranos)
  - Jennifer Garner pour le rôle de Sydney Bristow dans Alias
  - Christine Lahti pour le rôle du Professeur Grace McCallister dans Jack et Bobby (Jack and Bobby)
  - Joely Richardson pour le rôle de Julia McNamara dans Nip/Tuck

#### Meilleur acteur dans une série musicale ou comique
- Jason Bateman pour le rôle de Michael Bluth dans Arrested Development
  - Zach Braff pour le rôle du Dr John Michael « JD » Dorian dans Scrubs
  - Larry David pour le rôle de Larry David dans Larry et son nombril (Curb Your Enthusiasm)
  - Matt LeBlanc pour le rôle de Joey Tribbiani dans Joey
  - Tony Shalhoub pour le rôle d'Adrian Monk dans Monk
  - Charlie Sheen pour le rôle de Charlie Harper dans Mon oncle Charlie (Two and a Half Men)

#### Meilleure actrice dans une série musicale ou comique
- Teri Hatcher pour le rôle de Susan Mayer dans Desperate Housewives
  - Marcia Cross pour le rôle de Bree Van de Kamp dans Desperate Housewives
  - Felicity Huffman pour le rôle de Lynette Scavo dans Desperate Housewives
  - Debra Messing pour le rôle de Grace Adler dans Will et Grace (Will and Grace)
  - Sarah Jessica Parker pour le rôle de Carrie Bradshaw dans Sex and the City ♕

#### Meilleur acteur dans une mini-série ou un téléfilm
- Geoffrey Rush pour le rôle de Peter Sellers dans Moi, Peter Sellers (The Life and Death of Peter Sellers)
  - Mos Def pour le rôle de Vivien Thomas dans La création de Dieu (Something the Lord Made)
  - Jamie Foxx pour le rôle de Stanley "Tookie" Williams dans Rédemption - Itinéraire d'un chef de gang (Redemption: The Stan Tookie Williams Story)
  - William H. Macy pour le rôle de Gigot dans The Wool Cap
  - Patrick Stewart pour le rôle du roi Henri II dans Le Lion en hiver (The Lion in Winter)

#### Meilleure actrice dans une mini-série ou un téléfilm
- Glenn Close pour le rôle d'Aliénor d'Aquitaine dans Le Lion en hiver (The Lion in Winter)
  - Blythe Danner pour le rôle de Rebecca Holmes Davitch dans Back When We Were Grownups
  - Julianna Margulies pour le rôle de Maren Jackson dans The Grid
  - Miranda Richardson pour le rôle de la reine Mary dans The Lost Prince
  - Hilary Swank pour le rôle d'Alice Paul dans Volonté de fer (Iron Jawed Angels)

#### Meilleur acteur dans un second rôle dans une série, une mini-série ou un téléfilm
- William Shatner pour le rôle de Denny Crane dans Boston Justice (Boston Legal)
  - Sean Hayes pour le rôle de Jack McFarland dans Will et Grace (Will and Grace)
  - Michael Imperioli pour le rôle de Christopher Moltisanti dans Les Soprano (The Sopranos)
  - Jeremy Piven pour le rôle d'Ari Gold dans Entourage
  - Oliver Platt pour le rôle de Russell Tupper dans Huff

#### Meilleure actrice dans un second rôle dans une série, une mini-série ou un téléfilm
- Anjelica Huston pour le rôle de Carrie Chapman Catt dans Volonté de fer (Iron Jawed Angels)
  - Drea de Matteo pour le rôle de Adriana La Cerva dans Les Soprano (The Sopranos)
  - Nicollette Sheridan pour le rôle d'Edie Britt dans Desperate Housewives
  - Charlize Theron pour le rôle de Britt Ekland dans Moi, Peter Sellers (The Life and Death of Peter Sellers)
  - Emily Watson pour le rôle de Anne Sellers dans Moi, Peter Sellers (The Life and Death of Peter Sellers)

### Spéciales

#### Cecil B. DeMille Award
- Robin Williams

#### Miss Golden Globe
- Kathryn Eastwood

## Récompenses et nominations multiples

### Nominations multiples

#### Cinéma
7 : Sideways
6 : Aviator
5 : Closer, entre adultes consentants, Million Dollar Baby, Neverland
4 : Eternal Sunshine of the Spotless Mind
3 : Hotel Rwanda, Dr Kinsey, Le Fantôme de l'Opéra
2 : Mar adentro, Ray, Kill Bill, De-Lovely

#### Télévision
5 : Desperate Housewives
4 : Moi, Peter Sellers, Les Soprano
3 : Nip/Tuck, Will et Grace, Volonté de fer
2 : Entourage, Boston Justice, Le Lion en hiver, La création de Dieu

#### Personnalités
3 : Jamie Foxx

### Récompenses multiples
Légende : Nombre de récompenses/Nombre de nominations

#### Cinéma
2 / 7 : Sideways
3 / 6 : Aviator
2 / 5 : Closer, entre adultes consentants, Million Dollar Baby

#### Télévision
2 / 5 : Desperate Housewives
2 / 4 : Moi, Peter Sellers

#### Personnalités
Aucune

### Les grands perdants

#### Cinéma
0 / 5 : Neverland
0 / 4 : Eternal Sunshine of the Spotless Mind

#### Télévision
0 / 4 : Les Soprano